# Manifesto dei descolarizzatori
Il Manifesto dei descolarizzatori è un documento elaborato da pedagogisti, filosofi, politici e religiosi al termine di incontri sul tema della scuola tenutesi a Cuernavaca in Messico, presso il CIDOC, centro di documentazione gestito da Ivan Illich e Valentina Borromens. È conosciuto in Svizzera grazie alla diffusione che ne dà Michel Humerman e in Spagna per la pubblicazione di Autocritica de Paolo Freire/ Iván Illich in cui sono raccolte le traduzioni delle critiche apparse sulle riviste internazionali. In Italia pare non sia mai stato diffuso.

## Contenuto
Il prezzo dell’educazione per tutta la vita
Venticinque persone di quattordici paesi si riunirono al CIDOC, Cuernevaca, Messico, nell'Agosto del 1974, per discutere le tendenze attuali in tema di educazione per tutta la vita. Questa dichiarazione nacque dalle discussioni che si vennero a creare. Tutti quelli che sono d'accordo con essa possono farla propria. In questo manifesto ci opponiamo alla tendenza che conduce all'educazione compulsiva per tutta la vita, compulsiva a causa della legge o della pressione sociale. Non necessitiamo più sistemi scolastici. In quelle società nelle quali poche persone 'che sanno di più' ripartono ordini alla grande massa di persone 'che sanno meno' si avrà come conseguenza che, l'educazione adulta formale darà solo a quei pochi maggior potere sulla maggioranza. Non si devono negare alle persone quei mezzi che considerano necessari per affrontare con esito i suoi problemi né di unirsi ad altri per farlo.
1. Durante gli ultimi quaranta anni la scolarizzazione compulsiva è andata crescendo nella maggior parte dei paesi e continua in questa direzione. Per scolarizzazione compulsiva vogliamo dire:
- Assistenza obbligatoria
- Raggruppamento per età
- Le scuole decidono cosa si deve apprendere
- Solo maestri con titolo (diploma) possono insegnare
- Il lavoro svolto dalle persone nei collegi è qualificato e certificato dai diplomi
- Si separa l’educazione dalla vita e dal lavoro. Noi ci opponiamo a tutto questo.

2. Sempre più persone accettano o esigono una scolarizzazione prolungata, credendo che ciò le preparerà al mondo della vita e ad un livello di consumo di chi ha successo ed è ricco.
3. Questa speranza è frustrata. A mano a mano che la maggior parte delle persone ottiene diplomi, questi cominciano ad avere meno valore. Quanto più denaro si investe in educazione, meno risultati si ottengono. Più e più laureati sono disoccupati o hanno un lavoro poco adatto, a differenza della quantità di insegnamento necessario per i lavoratori che va aumentando.
4. Quello che le persone apprendono a scuola gli è di qualche valore per il mondo del lavoro, tuttavia non gli è utile, in generale, nella vita, né li aiuta ad essere più autosufficienti e creativi.
5. La scolarizzazione senza dubbio compie funzioni sociali:
a) Trattando uniformemente le persone con distinti antecedenti culturali, realizza con esito la disugualità sociale e il fallimento scolare all'interno del collegio. Valuta l'esito dello studente mentre si nega la responsabilità del suo fallimento, in questo modo occulta la forma attraverso la quale si riproducono le differenze di classe.
b) Afferma che le persone sono inadeguate fino a che non abbiano raggiunto una certa scolarizzazione; da adito agli interessi personali solo quando si adattano a quello che la scuola vuole che la gente apprenda; convince la gente che necessitano insegnamento, all'interno della scuola, su come muoversi all'interno dell'ambiente; fa dipendere il diritto di fare cose dalle credenziali che si possono ottenere solo all'interno del sistema istituzionale, facendo competere gli studenti tra loro, insegna loro che il risultato si ottiene soprattutto a spese degli altri; presuppone che la gente non vuole studiare per se stessa, che deve essere forzata a farlo, insegnando pertanto che l'apprendimento deve essere difficoltoso.
6. Queste funzioni di socializzazione costituiscono il curriculum nascosto della scolarizzazione. Gli effetti di queste funzioni stanno precipitando nella società industrializzata. Le scuole sono sempre più messe in dubbio sia dai minori che dagli adulti. Gli studenti si pongono progressivamente più ribelli ed apatici; gli impiegati si lamentano che le scuole non gli facilitano una forza di lavoro efficiente ed obbediente. Padri e figli cominciano a dubitare che le scuole realmente offrano opportunità uguali o siano un mezzo sicuro per la fortuna e il successo.
7. I promotori dell’educazione per tutta la vita credono che questa crisi delle scuole si possa superare estendendo l’educazione più in avanti negli anni scolari e soprattutto attraverso diverse forme di educazione per gli adulti. Questi sostengono che l'educazione degli adulti può:
a) Compensare la disoccupazione massiva rieducando il disoccupato;
b) Permettere agli adulti l'aggiornamento sui cambiamenti tecnologici che potrebbero rendere obsolete le sue attitudini e che lo addestrerà ad avere differenti tipi di lavoro; c) Permettere ai gruppi meno privilegiati (anziani, donne, minori, gente dei paesi sottosviluppati, et;
c.) di avere un posto in società;
d) Convincere la gente che c'è sempre la possibilità di elevarsi socialmente attraverso lo studio e che il suo fallimento nel raggiungere posizioni di cupidigia può trovare un rimedio in qualsiasi momento;
8. Noi, invece, affermiamo che:
a) La causa principale della disoccupazione è che ci sono più lavoratori che lavori; la rieducazione non può creare posti che non esistono.
b) La rieducazione continua aumenta l'obsolescenza delle capacitazioni, minacciando così la sicurezza del lavoro e i diritti del passato.
c) Tutti i programmi educativi aiutano più il privilegiato che il povero, aumentando così il vantaggio del privilegiato sul povero.
d) L'educazione continua può migliorare la condizione degli adulti solo nella misura in cui siano aboliti i lavori frustranti e quelli che non richiedono capacitazioni; a meno che il processo lavorativo diventi qualcosa di differente, l'educazione continua sarà solo un mezzo attraverso il quale pochi potranno aprirsi una strada a spese degli altri.
9. L'educazione degli adulti richiede cambi speciali di orari, istituzioni mezzi di diffusione e finanziamento dell'apprendimento. Tuttavia, siccome presenta lo stesso curriculum occulto di tutti i sistemi scolastici, non può far altro che mantenere le condizioni sociali, politiche ed economiche reggenti.
10. Crediamo che tutte le persone, di qualsiasi età, hanno diritto a decidere ciò che vogliono apprendere, come, quando e dove. La conoscenza deve essere perennemente accessibile a tutti. Nessuna istituzione dovrà monopolizzare o essere garante della sua diffusione. L'apprendimento, la vita e il lavoro devono stare in permanente contatto. Quando viviamo apprendiamo. L'apprendimento è una funzione della vita; la gente apprende tutto il tempo, tutta la vita. L'apprendimento di una persona non è superiore a quello di un'altra, solamente è differente. Ciò nonostante alcune persone hanno più 'conoscenza' rispetto ad altre, ciò significa che hanno avuto il potere di guadagnarsi l'accesso ad altri individui, informazioni, strumenti. Per abolire questo potere, tutto il mondo deve avere accesso a tutti i tipi di conoscenza, questo è: uguale quantità di tempo, denaro, e libertà per il suo apprendimento, così come un accesso libero e diretto a tutti gli individui, informazioni e strumenti che possono essere necessari per il suo apprendimento.
12. La gente è il miglior giudice del suo apprendimento. Il ricorso ad educatori per valutare ciò che le altre persone hanno appreso non è necessario e crea una relazione gerarchica.
13. Pertanto proponiamo che:
a) È più importante fare in modo che la conoscenza esistente si estenda a tutti invece di accumulare conoscenza specializzata.
b) Gli esperti, come ad esempio i professori, dottori, avvocati, ingegneri, scienziati, architetti e altri, hanno l'obbligo di condividere le loro capacitazioni, esperienza e conoscenza, abdicando per tanto al loro monopolio professionale.
c) Nel lavoro si deve disporre di tempo durante il quale i lavoratori possano iniziare ricerche e apprendimenti relazionati con il lavoro, per permettergli di riformare continuamente il processo del lavoro e dell'ambiente naturale per incontrare le necessità definite da loro stessi.
d) I titoli, le certificazioni e gli esami devono essere aboliti; dovrebbe al contrario la legge richiedere credenziali scolastiche o qualsiasi altro tipo di esame di personalità come condizione per ottenere un lavoro; l'abilità di una persona per realizzare un lavoro dovrà essere valutata da quelli che lavorano con lei o dai clienti.
e) Si dovrebbero animare gli individui e i gruppi affinché creino laboratori di lavoro comunitario e centri di convivenza che siano aperti a tutti, controllati dagli usuari, e che promuovano la auto-sufficienza e l'analisi critica attraverso l‟apprendimento per esperienza.
f) Si dovrebbe assicurare il libero accesso ed il controllo dei mezzi di diffusione di massa riducendo la complessità e incrementando il numero di facilitazioni disponibili.
g) Chiunque, senza badare all'estraneità o alle credenziali, dovrà avere il diritto di condividere la sua esperienza, la conoscenza o le capacitazioni; ci opponiamo alla professionalizzazione degli educatori degli adulti.